# Жидковський Сергій Степанович
Жидковський Сергій Степанович — український вчений-винахідник, що вперше в Україні здійснив двосторонній аматорський радіозв'язок та в колишній Російській імперії. Під час навчання у Київському технічному училищі залізничного транспорту, 1909 року захопився радіоаматорством, вивчав основи радіотехніки та сконструював декілька детекторних радіоприймачів. У березні 1912 року, працюючи наглядачем телеграфу на залізничній станції Жмеринка, почав свої досліди з проведення двосторонніх радіозв'язків на власноруч сконструйованій радіостанції іскрового телеграфу. Радіостанція мала потужність близько 50 ват і дозволяла проводити впевнений радіообмін в радіусі не менше двох верст. Для цього Жидковський на квартирі свого колеги М. М. Бубновського обладнав другу радіостанцію. 
До радіостанції входили радіопередавач та радіоприймач. Радіопередавач складався з  саморобної котушки Румкорфа, розміщеної в посудині з олією, телеграфного ключа, саморобних розрядника та конденсатора із двох металевих пластин, вихідної котушки (8 витків мідного 5 мм дроту) з регульованим автотрансформаторним зв`язком із котушкою Румкорфа та антеною. Складові частини передавача були розміщені на стіні та стелі кімнати. Використовувалась Г — подібна похила антена  загальною довжиною біля 45 м. 
Радіоприймач складався з вхідної котушки, аналогічної вихідній котушці передавача, настроювальної котушки (діаметр 200 мм, 200 витків) зі зміною кількості витків за допомогою рухомого контакту, детектора з кристалу піриту, телефонів з телефонних слухавок, перемотаних тонким дротом до опору 2000 Ом. Самостійне виготовлення складових радіостанції дозволило затратити біля 50 рублів, коли на той час вартість радіостанцій промислового виготовлення була біля десятків тисяч рублів. Жидковський  здійснював прийом метеобюлетенів з Ейфелевої вежі, проводив систематичні спостереження за впливом атмосфери на радіоприймання, проводив приймання на довгих хвилях передач радіостанцій Києва, Одеси, Берліна, Гамбурга, Парижа.
В серпні 1912 року, як знавець радіотехніки,  був переведений на роботу до Києва в Службу телеграфу на залізниці. Там він змонтував радіостанцію для приймання сигналів точного часу та метеобюлетнів з Парижу. Разом з інженером  А. Гером  була сконструйована та виготовлена переносна радіостанція для зв'язку з рухомими поїздами. Другого березня 1914 року С. С. Жидковський був заарештований за незаконний вихід в ефір та звинувачений в шпигунстві. 18 лютого 1915 року, після більш ніж двомісячного одиночного ув'язнення,  виїзною сесією Одеської судової палати він був засуджений за звинуваченням у влаштуванні радіостанції без дозволу і засуджений до ув'язнення на місяць у в'язниці із заліком попереднього ув'язнення. 
Звинувачення у шпигунстві з нього були зняті, та він був звільнений з-під варти. Завдяки цій  судовій справі, що широко висвітлювалась пресою, став відомим радіоаматором для широкого загалу в Україні, Росії та країнах Європи. З 1925 до 1935 року працював інженером, вніс 24 раціоналізаторсько — винахідницькі пропозиції, майже всі з яких були впроваджені і дали Управлінню Південно — Західної залізниці зекономити значні кошти. Подальша доля невідома. Останнім часом в честь пам'яті С. С. Жидковського проводяться радіозмагання "Кубок С.С.Жидковського".